# Mike Nattrass

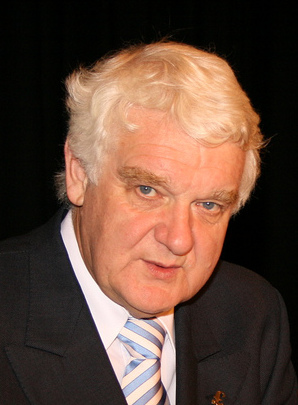
Mike Nattrass (2007)

Mike Nattrass (n. 14 decembrie 1945) este un om politic britanic, membru al Parlamentului European în perioada 2004-2009 din partea Regatului Unit. El este membru al Partidului pentru Independența Regatului Unit (United Kingdom Independence Party, sau UKIP), în numele căruia a fost propus și ales în Parlamentul European.
1. ↑  Deputații în Parlamentul European